# Karl Schubert (Jurist)

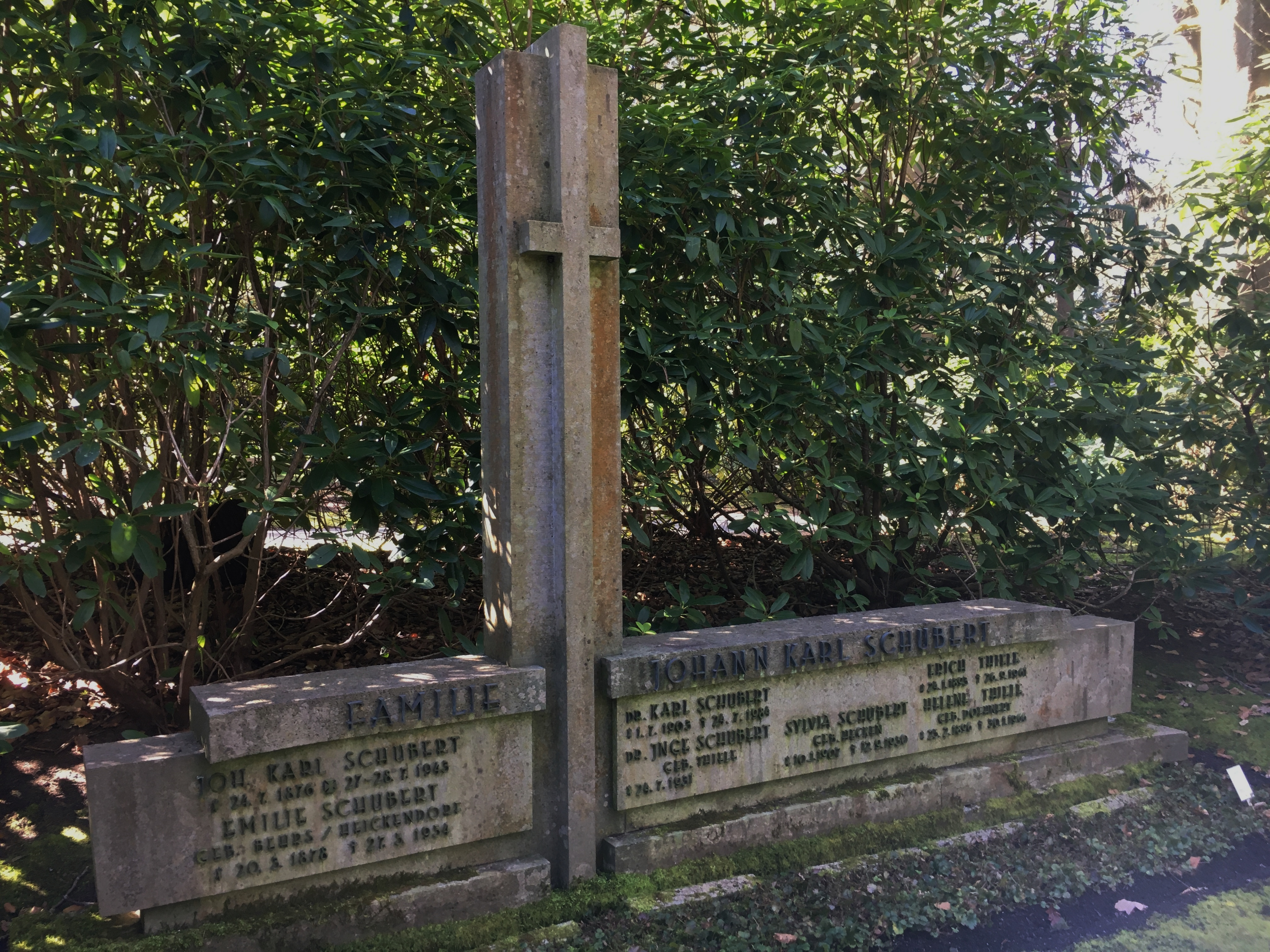
Grabstätte Karl Schubert auf dem Friedhof Ohlsdorf

Karl Schubert (* 1. Juli 1903 in Hamburg; † 24. Juli 1984 in Gundelfingen (Breisgau)) war ein deutscher Verwaltungsjurist.

## Werdegang
Schubert kam als Sohn des Ingenieurs Johann Schubert zur Welt. Er studierte Rechtswissenschaften an den Universitäten in Hamburg und Bonn. Nach der Promotion war er bis 1945 im Reichswirtschaftsministerium tätig. Zum 1. November 1933 trat er der SS bei. 
Nach Gründung der Bundesrepublik arbeitete er im Bundesverkehrsministerium und war dort zuletzt im Amt eines Ministerialdirektors Leiter der Abteilung Seeverkehr.

## Ehrungen
- 1969: Großes Verdienstkreuz mit Stern der Bundesrepublik Deutschland[1]